# 烏赫利謝
50°49′39″N 26°3′0″E / 50.82750°N 26.05000°E
烏赫利謝（烏克蘭語：Углище），是烏克蘭西北部里夫内州里夫内区克莱万市镇的村落。始建於1596年，面積0.04平方公里，海拔高度173米，2001年人口335，人口密度每平方公里8,815.8人。